# Luisa Garibaldi
Luisa Garibaldi (Genova, 1884 – Genova, 1917) è stata un mezzosoprano italiano.

## Biografia
I cognomi dei suoi genitori furono oggetto di un memorabile aneddoto: quando Luisa Garibaldi fu scritturata per una stagione lirica al Grande Teatro di Trieste, le fu intimato da un poliziotto austriaco di assumere il cognome di sua madre, in quanto il nome di suo padre, che si chiamava Giuseppe Garibaldi esattamente come l'eroe nizzardo, avrebbe destato preoccupazione nella città all'epoca asburgica. Ma poiché sua madre era figlia di un certo Giuseppe Mazzini, il poliziotto cambiò idea, in quanto ritenne che il ricordo di Giuseppe Mazzini fosse ancor peggio che quello di Garibaldi.
Riscosse gran successo in Sud America: al Teatro Solís di Montevideo interpretò Brangania in Tristano e Isotta diretta da Arturo Toscanini, mentre al Teatro Colón di Buenos Aires fu Maddalena nel Rigoletto e Ulrica in Un ballo in maschera. Eccelse nella Norma al Comunale di Bologna sulla scia di Virginia Guerrini, e nel 1913 cantò in prima mondiale al Teatro alla Scala nel ruolo di Stella in Parisina di Pietro Mascagni. Al Teatro Costanzi di Roma apparve nel Rigoletto in uno spettacolo riservato alle famiglie dei caduti in guerra in Africa.